# Bođani
Bođani su selo u jugozapadnoj Bačkoj, u Vojvodini, Srbija.
Nalazi se na 45° 23' 18" sjeverne zemljopisne širine i 19° 6' 26" istočne zemljopisne dužine, na 91 metar nadmorske visine. Nalazi se nedaleko od granice s Hrvatskom; tek nekoliko kilometara, preko Dunava, nalaze se Vukovar i Borovo.
Obližnja sela su Vajska i Živa; iako je potonje odvojeno fizički, službeno ga se smatra dijelom Vajske.[nedostaje izvor]

## Upravna podjela
Nalaze se u okrugu Južna Bačka, u općini Bač.

## Kultura
U Bođanima se nalaze rimokatolička crkva sv. Ilije i barokni pravoslavni manastir Bođani. Manastir prema predaji datira iz 15. stoljeća, a prema predaji sagrađen zahvaljujući izvjesnom trgovcu Bogdanu koji je iscijelio svoje oči na obližnjem izvoru., no mišljenja o vremenu kad je mogao biti izgrađen nisu ista.

## Povijest
U popisu obveznika papinske desetine u 14. st. postoji neko naselje Boian, za koje neki pretpostavljaju da bi to mogli biti današnji Bođani. 1543. se javlja današnje ime, kao i u turskim dokumentima iz 1554. i 1590. godine. Bilježe ih 1691. popis obveznika bačkom prepozitu i popis bačke županije iz 1699. godine. Godine 1759. postaju vlasništvo srpskog pravoslavnog biskupa iz Karlovaca Mojsija Putnika temeljem kraljevog dara, a 1799. postaju vlasništvo plemićke obitelji Gromon. 1855. selo dobiva rimokatoličku crkvu sv. Ilije. Prvotno su bili dijelom župe Plavna, a 1956. su samostalna župa s hrvatskim bogoslužnim jezikom.
Predaju o dolasku šokačkih Hrvata u Bođane zapisao je krajem 19. stoljeća Mato Babogredac. Po njoj su katolički Hrvati došli iz Bosne, i u velikim ratovima i ostalim zbivanjima boravili oko Bošnjaka. Nakon oslobađanja od Osmanlija dio je prešao u okolicu Vukovara, a poslije određenog vremena dio se vratio u Bošnjake, a dio je prešao Dunav i nastanio se upravo u Bođanima, Vajskoj i Plavni. Tim Hrvatima zajednički je govor (čista ikavica, kojom govore samo Hrvati), ista ili slična prezimena te mnoge zajedničke osobine.

## Stanovništvo
Po popisu 2002., u Bođanima živi 586 Srba, 172 Hrvata, 127 izjašnjenih kao Jugoslaveni, 50 Mađara, 46 Ukrajinaca, 28 Roma, 17 Slovaka te ostali narodi.
- 1961.: 2.533
- 1971.: 1.879
- 1981.: 1.559
- 1991.: 1.323
- 2002.: 1.113

Bođani su jedno od sela u kojemu su šokački Hrvati od davnih vremena izmiješani sa Srbima, tako da je u tom području osobitost Bođana ta što je to jedino selo sa značajnom zajednicom šokačkih Hrvata gdje prevladava ekavski refleks među Šokcima

## Hrvatske ustanove u Bođanima
- Hrvatsko kulturno umjetničko prosvjetno društvo »Dukat« Vajska-Bođani

### Poznate osobe
- Josip Dumendžić, hrv. pjesnik

## Vanjske poveznice
- [neaktivna poveznica] Obilježena 150. obljetnica crkve sv. Ilije proroka u Bođanima
- Bođani  Arhivirana inačica izvorne stranice od 19. prosinca 2007. (Wayback Machine) na fallingrain.com